# Adolphe Chauvin
Pour les articles homonymes, voir Chauvin.
Adolphe Chauvin, né le 7 juin 1911 à Cerisy-la-Salle et mort le 3 février 1989 à Paris 13e, est un homme politique français.

## Biographie
Adolphe Chauvin fait ses études secondaires à Saint-Lô puis obtient une licence ès lettres à la Sorbonne. Il exerce ensuite comme répétiteur de français dans une public school en Angleterre, et devient en 1933 professeur d'anglais à Pontoise. Il milite alors au sein de l'Association catholique de la jeunesse française. Après la Libération, en septembre 1945, il est élu conseiller général de Seine-et-Oise, puis maire de Pontoise (avril 1953) et sénateur sous l'étiquette MRP (26 avril 1959). Il conserve ses mandats de maire et de conseiller général sans interruption jusqu'en 1976.
Au Sénat, après avoir siégé à la commission des lois en 1959 et 1961 et à la commission des affaires sociales en 1960, il rejoint la commission des affaires culturelles en 1962 : ancien enseignant, Adolphe Chauvin s'y consacre aux questions liées au système scolaire. De décembre 1962 à novembre 1971, il est juge titulaire à la Haute Cour de justice.

## Détail des fonctions et des mandats
Mandats locaux
- 7 mai 1953 - mars 1959 : maire de Pontoise
- mars 1959 - mars 1965 : maire de Pontoise
- mars 1965 - mars 1971 : maire de Pontoise
- mars 1971 - 27 mars 1977 : maire de Pontoise
- 1945 - 1976 : conseiller général de Seine-et-Oise puis du Val-d'Oise (canton de Pontoise)
- 1964 - 1967 : président du conseil général de Seine-et-Oise
- 4 octobre 1967 - mars 1976 : président du conseil général du Val-d'Oise

Mandats parlementaires
- 26 avril 1959 - 22 septembre 1968 : sénateur de Seine-et-Oise
- 22 septembre 1968 - 25 septembre 1977 : sénateur du Val-d'Oise
- 25 septembre 1977 - 1er octobre 1986 : sénateur du Val-d'Oise

Fonction partisane
- 12 février 1976 - 3 avril 1986 : président du groupe Union centriste des démocrates de progrès puis Union centriste